# 西格林波特 (紐約州)
西格林波特（英語：Greenport West）是位於美國紐約州薩福克縣的普查規定居民點。

## 人口
根據2020年美國人口普查的數據，西格林波特的面積為15.88平方千米，當中陸地面積為8.32平方千米，而水域面積為7.56平方千米。當地共有人口2282人，而人口密度為每平方千米143.7人。